# الحسن الهبل
الحسن بن علي بن جابر الهَبَل (1639 - 1668) شاعر يمني في القرن 17 م/ 11 هـ. ولد في صنعاء ونشأ فيها واشتغل بالعلوم والأدب، حتى لقب بـأمير شعراء اليمن. أصله من قرية بني هبل هجرة من هجر خولان. له ديوان شعر. توفي في صنعاء وهو دون الثلاثين وقد رثاء والده.

## سيرته
هو شرف الدين الحسن بن جمال الدين علي بن جابر بن صلاح بن أحمد بن صلاح بن أحمد بن ناجي بن أحمد بن عمر بن حنظل بن المطهر بن علي الهبل الخولاني القضاعي السحامي الحربي الزيدي الجارودي اليمني الصنعاني. 

ولد في صنعاء عام 1048 هـ/ 1639 م ونشأ فيها واشتغل بالعلوم والأدب، وقد لقب بالهَبَل. توفي في صنعاء عام 1079 هـ/ 1668 م وهو شاب وقد رثاء والده.

ذكره محمد الشوكاني في البدر الطالع (ج 1 ص 199) فقال :الحسن بن علي بن جابر الهبل اليماني الشاعر المفلق الفائق المكثر المجيد ولد سنة 1048 هـ وله شعر يكاد يسيل رقّة ولطافة وجودة سبك وحسن معاني وغالبة الجودة وله ديوان شعر موجود بأيدي الناس...»

## شعره
هو من الشعراء الزيدية ونظمت هاذين البيتين ولم يتجاوز عمره من السابعة كما يقول نفسه وقد كتبت هذه علی يسار إيوان العتبة العلوية:
ومن شعره:

## وصلات خارجية
«ديوان الهبل،‌ أمير شعراء اليمن» 